# موتور بمب حسين أباد (خبر بافت)
موتور بمب حسین أباد (بالإنجليزية: Mowtowr Pamp-e Hoseynabad)‏ هي مستوطنة تقع في إيران في Khabar Rural District. يقدر عدد سكانها بـ 171 نسمة .